# Menelau de Macedònia
Menelau (en llatí Menelaus, en grec antic Μενέλαος) fou el pare del rei Amintes II de Macedònia i, per tant, l'avi de Filip II de Macedònia i besavi d'Alexandre el Gran, segons Justí i Claudi Elià. Aquesta versió no és corroborada per Publi Herenni Dexip que diu que era pare d'Amintes Arrideu; tampoc ho confirma Diodor de Sicília.
Justí el presenta com a germà d'Alexandre I de Macedònia, el que certament és un error. Elià diu que era fill il·legítim.